# Ernesta Michelangeli
Ernesta Michelangeli (Rieti, 3 marzo 1874 – 1946) è stata una scrittrice italiana.

## Biografia
Figlia del grecista Luigi Alessandro Michelangeli, frequentò a Bologna (dove il padre all'epoca insegnava) il Liceo Galvani, dove si diplomò nel 1894 . Iscritta all'Università di Bologna, si trasferì nel 1896 a quella di Messina, dove il padre era stato chiamato a ricoprire la cattedra di letteratura greca. All'Università di Messina fu allieva, tra gli altri, di Giovanni Pascoli e  fu la prima donna a laurearvisi. Nella città siciliana conobbe e sposò Giorgio Calogero, docente di francese; dal loro matrimonio nacque Guido Calogero, che ereditò dalla madre soprattutto "il senso di problematicità emanante dalla sua natura sensibile, sorvegliata, introspettiva". I suoi due libri furono accolti con interesse; quello su Senofonte ebbe recensioni importanti, tra l'altro, sulla Rivista di filologia e di istruzione classica e sulla Nuova Antologia.

## Opere principali
- La donna in Senofonte, Bologna, Andreoli, 1899
- La vera missione della donna, Bologna, Zanichelli, 1901